# Laparotomia

La laparotomia, o laparatomia (gr. lapara, ventre e tomè, incisione) o celiotomia (gr. koilia, cavità) è un'incisione chirurgica della parete anteriore dell'addome che consente l'accesso alla cavità addominale e agli organi in essa contenuti. 

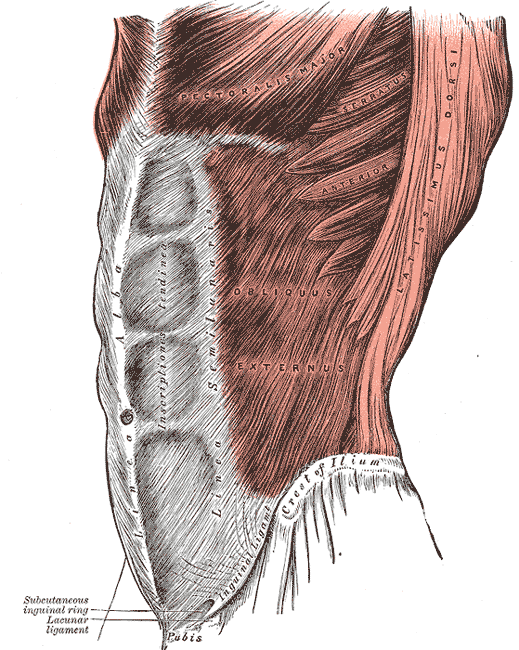
Muscoli della parete addominale: obliquo esterno

## Anatomia
La parete addominale è costituita da tre strati, uno peritoneale interno, uno muscolare intermedio e uno cutaneo esterno. Nella sua porzione laterale i muscoli che contribuiscono, con la loro sovrapposizione, a rinforzarla sono tre. Nella zona mediana invece il muscolo è unico, robusto, ricoperto della propria aponeurosi e posteriormente dalla fascia trasversale:

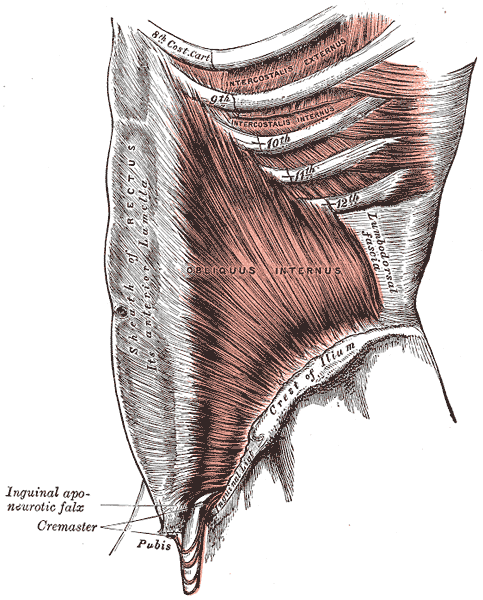
Parete addominale muscolo obliquo interno

- Muscolo obliquo esterno. È quello più superficiale. Inserito sul margine delle ultime otto coste si allarga a ventaglio, verso il basso. La sua aponeurosi si incrocia medialmente con quella dell'omonimo muscolo dell'altro lato contribuendo a formare, dopo aver circondato il muscolo retto, la linea alba; inferiormente termina sul pube e sull'arcata femorale.
- Muscolo obliquo interno. Parte dalla cresta iliaca e allargandosi a ventaglio verso l'alto si inserisce sulle ultime coste e medialmente sulla linea alba.
- Muscolo trasverso dell'addome. È quello posto più internamente. Le sue fibre con un decorso orizzontale partono dalle ultime sei coste e vanno a terminare con una larga aponevrosi (che contribuisce alla formazione della linea alba) sul muscolo retto.
- Muscolo retto dell'addome. Nasce dal processo ensiforme dello sterno e dalla cartilagine costale V-VII andando a inserirsi in basso sul pube. Le sue fibre hanno un decorso verticale.

Questi muscoli hanno una ricca vascolarizzazione. Nei tre muscoli larghi dell'addome i vasi decorrono parallelamente alle fibre muscolari. Il muscolo retto riceve la maggior parte della sua irrorazione dalla arteria epigastrica superiore (ramo terminale della arteria mammaria interna) e dalla arteria epigastrica inferiore (ramo della arteria iliaca esterna) che si incontrano e si anastomizzano nello spessore del muscolo, all'altezza dell'ombelico, dopo averne seguito il decorso posteriormente.

Formazione della Linea Alba

Alla innervazione della parete addominale, piuttosto complessa, contribuiscono numerosi nervi intercostali, rami dei nervi ileo ipogastrico e ileo inguinale e di alcuni nervi genitali. Il percorso è in genere parallelo alle fibre muscolari.

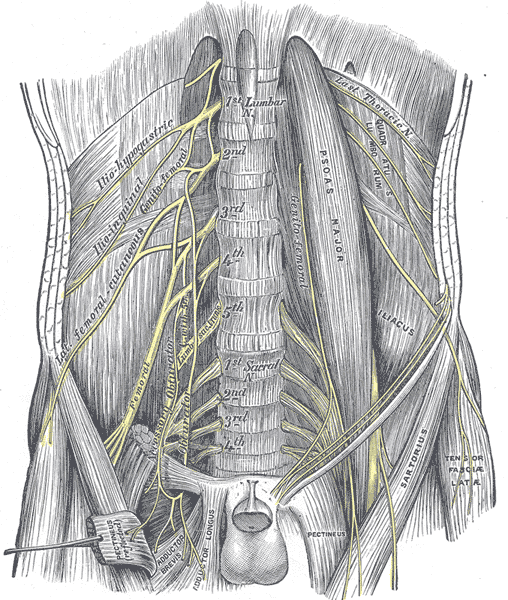
Innervazione dei muscoli della parete addominale

La ricchezza e la disposizione dei vasi e dei nervi comporta che in alcuni punti il loro decorso risulti perpendicolare alla direzione delle fibre muscolari rendendo pericolose alcune laparotomie. Una incisione in queste sedi può infatti causare la sezione di nervi e vasi tributari della muscolatura con conseguente paralisi o formazione di aree necrotiche da devascolarizzazione. Queste aree pericolose sono variamente distribuite: nella regione lombare e iliaca, in quella sottocostale laterale, lateralmente ai muscoli retti e il chirurgo dovrebbe, per quanto possibile, evitarle anche nei casi non infrequenti in cui durante l'intervento subentrino esigenze particolari che richiedono un allargamento del taglio. 
Le incisioni di norma vanno praticate seguendo le linee di tensione di Langer, orientate secondo le pieghe cutanee fisiologiche, così da favorire il processo di guarigione della ferita con i migliori risultati dal punto di vista estetico. Tuttavia nella chirurgia maggiore addominale la necessità di avere ampia visibilità impone tagli longitudinali. 
Per la comprensione delle varie incisioni laparotomiche è opportuno ricordare che l'addome, dal punto di vista topografico, viene diviso in nove settori corrispondenti all'incrocio virtuale di due linee verticali che scendono dal mezzo della clavicola al punto di mezzo del legamento inguinale, con una linea orizzontale alta che unisce i margini inferiori delle arcate costali e un'altra bassa che unisce le due spine iliache anteriori superiori. Le regioni così delimitate, con gli organi addominali corrispondenti, risultano essere:
- Ipocondrio destro (fegato e vie biliari)
- Epigastrio (stomaco e duodeno, pancreas)
- Ipocondrio sinistro (milza e flessura splenica del colon)
- Fianco destro (colon ascendente)
- Mesogastrio (intestino tenue)
- Fianco sinistro (colon discendente)
- Fossa iliaca destra o ileocecale (cieco e appendice)
- Ipogastrio (intestino tenue e, vescica e utero quando distesi)
- Fossa iliaca sinistra (colon sigmoideo).

## Scelta della laparotomia

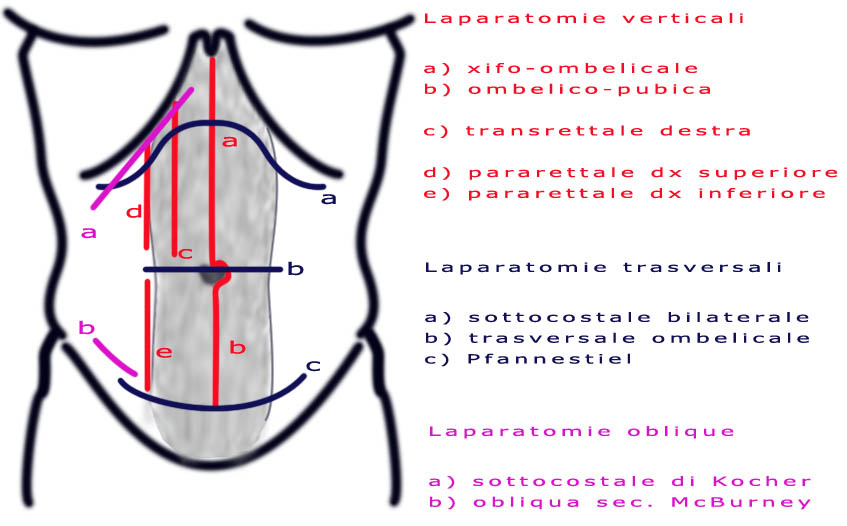
Incisioni laparotomiche

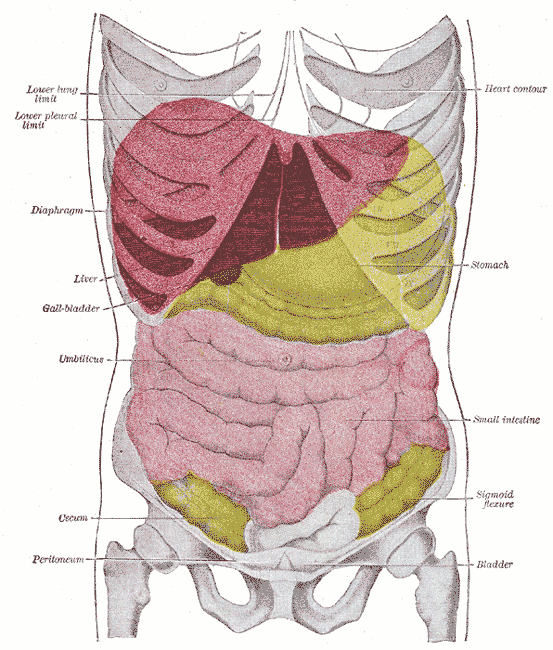
Cavità addominale

In base a questa divisione topografica sembrerebbe che ogni organo possa essere aggredito in modo adeguato con una laparotomia che cada in uno specifico settore. Ciò è vero ma per determinate patologie e per determinati interventi. In realtà i criteri che devono indirizzare la scelta del tipo di incisione sono più ampi:
- Semplicità e rapidità della esecuzione. Richiesta soprattutto negli interventi praticati in urgenza o quando debbono essere portati a termine rapidamente.
- Esposizione ottimale dell'organo ma anche di tutta la cavità addominale. Requisito essenziale nella patologia traumatica, nell'addome acuto, nelle patologie neoplastiche, nei casi di dubbio diagnostico.
- Possibilità di dover ampliare il taglio in corso di intervento. Evenienza legata a complicazioni intra-operatorie, al riscontro di anomalie anatomiche o di posizione indotte dalla patologia di base.
- Rispetto delle strutture vascolari e nervose e delle linee di Langer.
- Semplicità e adeguatezza della ricostruzione per evitare complicanze immediate come la infezione e la deiscenza della ferita, tardive come il laparocele e per ridurre al minimo il dolore post operatorio.
- Abitudini ed esperienza del chirurgo.

In realtà non esiste una laparotomia ideale ma una serie di incisioni che presentano ciascuna vantaggi e limitazioni.

## Laparotomie verticali
- Incisione xifo ombelicale. Ha il pregio di cadere in una zona abbastanza sottile, poco vascolarizzata e priva di strutture nervose. La linea alba si presta a una rapida apertura e chiusura della laparotomia. Rara la infezione della parete e la formazione di laparoceli. Consente una ampia esposizione dei visceri e un'accurata esplorazione della cavità addominale. In caso di necessità può essere facilmente allargata proseguendo il taglio verso il basso fino a diventare una incisione xifo-pubica. La ferita può risultare dolorosa durante gli atti respiratori o in caso di tosse.
- Incisione ombelico pubica. Consente l'accesso all'ipogastrio e alle fosse iliache. Può agevolmente essere allargata verso l'alto.
- Incisione trans-rettale alta. Viene praticata a circa 2,5 cm dalla linea mediana e quindi comporta la dissezione delle fibre muscolari. Si accompagna a un sanguinamento maggiore e alla denervazione del segmento mediale della incisione. Molto adoperata nella chirurgia delle vie biliari.
- Incisione pararettale bassa. Usata quasi esclusivamente nella chirurgia della appendicite complicata consente una buona visione dell'area ceco-appendicolare ma comporta la devascolarizzazione e la sezione dei nervi intercostali cui può conseguire l'atrofia del muscolo retto e la possibilità di laparoceli.

## Laparotomie trasversali
Sono quelle che più rispettano l'integrità vascolare e nervosa e quindi assicurano i migliori risultati estetici. Danno scarse complicazione e minore dolore post operatorio. Consentono un ottimo accesso ad alcuni organi specifici ma sono insufficienti all'esplorazione di tutto l'addome, anche perché non possono essere allargate. Molto usate nei paesi anglosassoni le incisioni trasversali sono particolarmente adoperate:
- nella chirurgia del pancreas o del surrene: laparatomia sottocostale bilaterale di Ross.
- nella chirurgia ostetrico ginecologica: incisione trasversale inferiore di Pfannestiel (nel caso di taglio cutaneo basso la cicatrice rimane nascosta dai peli del pube).

## Laparotomie oblique
Rispettano le linee di Langer, meno il decorso dei nervi. Difficilmente ampliabili sono indicate per patologie specifiche e non complicate. In particolare vengono eseguite:
- Incisione sottocostale di Kocher. Per l'accesso all'ipocondrio destro e quindi alle vie biliari e soprattutto alla colecisti.
- Incisione iliaca di Mac Burney. Lunga da 2 a 5 cm corre parallela alla piega inguinale ma è localizzata all'altezza del terzo laterale di una linea ideale che congiunge la spina iliaca anteriore superiore all'ombelico. È probabilmente il tipo di laparotomia in assoluto più frequente perché riservata all'intervento di appendicectomia.

## Tempi della laparotomia
- Apertura. 
  - L'incisione iniziale comprende cute e sottocute.
  - Il piano muscolare viene aperto sezionando la fascia con il bisturi freddo e il muscolo con il bisturi elettrico che coagulando i vasi riduce il sanguinamento. In genere il taglio segue il decorso delle fibre tranne che nelle incisioni trasversali ove esse vengono sezionate. In alcuni interventi è possibile evitare la sezione del muscolo limitandosi a divaricare le fibre.
  - Il peritoneo viene aperto dopo essersi accertati che non vi siano anse aderenti o a stretto contatto con la sua superficie interna.

- Chiusura. Consiste nel tempo finale dell'intervento in cui si procede all'affrontamento delle pareti rispettando gli strati e dopo controllo accurato di eventuali punti di sanguinamento. Si comincia dal peritoneo che di norma viene chiuso con una sutura continua emostatica in materiale riassorbibile ponendo particolare attenzione a non comprendere nel punto anche l'intestino che in alcune patologie, come nel caso dell'ileo intestinale meccanico, può essere tanto dilatato da rendere difficoltosa la chiusura della parete. Il muscolo viene accostato con punti non molto serrati per evitare che lo trancino. Se le fibre sono state sezionate, come accade nelle laparotomie trasversali, vengono suturate capo a capo. Particolarmente importante è la chiusura della fascia che viene suturata con punti staccati e materiale di sutura non riassorbibile. Per la cute e il sottocute si può adoperare un filo non riassorbibile naturale come la seta, un monofilamento artificiale o anche una serie di punti metallici. Quando possibile si può utilizzare la tecnica dei punti intradermici.
- Posizionamento di drenaggi endoaddominali. Dopo alcuni interventi è buona norma lasciare in addome dei drenaggi spia o fognanti avendo cura di farli uscire all'esterno in un punto distante dalla incisione laparotomica.

Una chiusura particolare detta a tutto spessore  è quella con la quale la sutura, di solito a punti staccati, comprende insieme peritoneo, muscolo, fascia e qualche volta anche la cute. Questa sutura viene effettuata quando c'è necessità di concludere l'intervento in tempi rapidi o si prevede una relaparatomia a breve.

## Vie di accesso alternative
L'accesso laparotomico, che conserva tuttora la sua validità e in alcuni casi rimane l'unica via praticabile, indubbiamente negli ultimi decenni ha subito un ridimensionamento per l'avvento e la diffusione della chirurgia mini-invasiva.
Questa chirurgia, conosciuta anche come chirurgia laparoscopica è basata sulla introduzione in cavità addominale di uno strumento a fibre ottiche che, collegato a un monitor, consente di visualizzare in maniera ottimale tutti gli organi addominali. In questa fase si può pertanto definire la diagnosi e scegliere la migliore strategia operatoria. Nella maggior parte dei casi consente anche di procedere all'intervento vero e proprio mediante l'utilizzo di uno strumentario molto evoluto. Nel caso ciò non sia possibile e/o intervengano complicazioni, in ogni momento, l'intervento può essere convertito in un taglio laparotomico tradizionale 'mirato'.
I vantaggi di questa chirurgia, ormai allargata a buona parte delle patologie, per il paziente sono enormi, ma anche il chirurgo, al quale comunque è richiesta una specifica competenza, si giova particolarmente di questa tecnica particolarmente nei casi difficili in cui la localizzazione della patologia è incerta o quando vuole aggredire patologie concomitanti.